# Marcial Ávalos
Marcial Ávalos (5 de desembre de 1921 - ?) fou un futbolista paraguaià.

## Selecció del Paraguai
Va formar part de l'equip paraguaià a la Copa del Món de 1950 però no hi disputà cap partit.